# アンナ・ベルマー
アンナ・ベルマー（Anna Behlmer）は、アメリカ合衆国のレコーディング・エンジニアである。1987年以降、120作品以上にクレジットされている。アカデミー録音賞には10回ノミネートされている。

## 受賞とノミネート
| 賞           | 年   | 部門   | 作品名                 | 結果       |
| ------------ | ---- | ------ | ---------------------- | ---------- |
| アカデミー賞 | 1995 | 録音賞 | ブレイブハート         | ノミネート |
| アカデミー賞 | 1996 | 録音賞 | エビータ               | ノミネート |
| アカデミー賞 | 1997 | 録音賞 | L.A.コンフィデンシャル | ノミネート |
| アカデミー賞 | 1998 | 録音賞 | シン・レッド・ライン   | ノミネート |
| アカデミー賞 | 2001 | 録音賞 | ムーラン・ルージュ     | ノミネート |
| アカデミー賞 | 2003 | 録音賞 | シービスケット         | ノミネート |
| アカデミー賞 | 2003 | 録音賞 | ラスト サムライ        | ノミネート |
| アカデミー賞 | 2005 | 録音賞 | 宇宙戦争               | ノミネート |
| アカデミー賞 | 2006 | 録音賞 | ブラッド・ダイヤモンド | ノミネート |
| アカデミー賞 | 2009 | 録音賞 | スター・トレック       | ノミネート |